# Zeepfilm
Zeepfilms zijn dunne vloeistoflagen (meestal op waterbasis) omgeven door lucht. Als bijvoorbeeld twee zeepbellen met elkaar in contact komen, versmelten ze en ontstaat er een dun laagje (zeepfilm) ertussen. Schuimen zijn samengesteld uit een netwerk van films die met elkaar zijn verbonden door plateaugrenzen. Zeepfilms kunnen worden gebruikt als modellen voor minimaaloppervlakken in de wiskunde.

## Stabiliteit

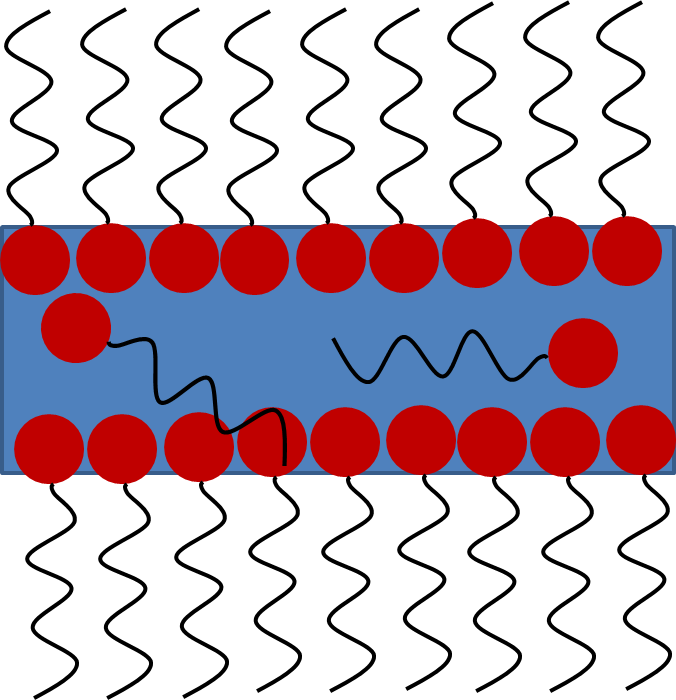
Figuur 1: Organisatie van oppervlakteactieve stoffen aan beide oppervlakken van de zeepfilm.

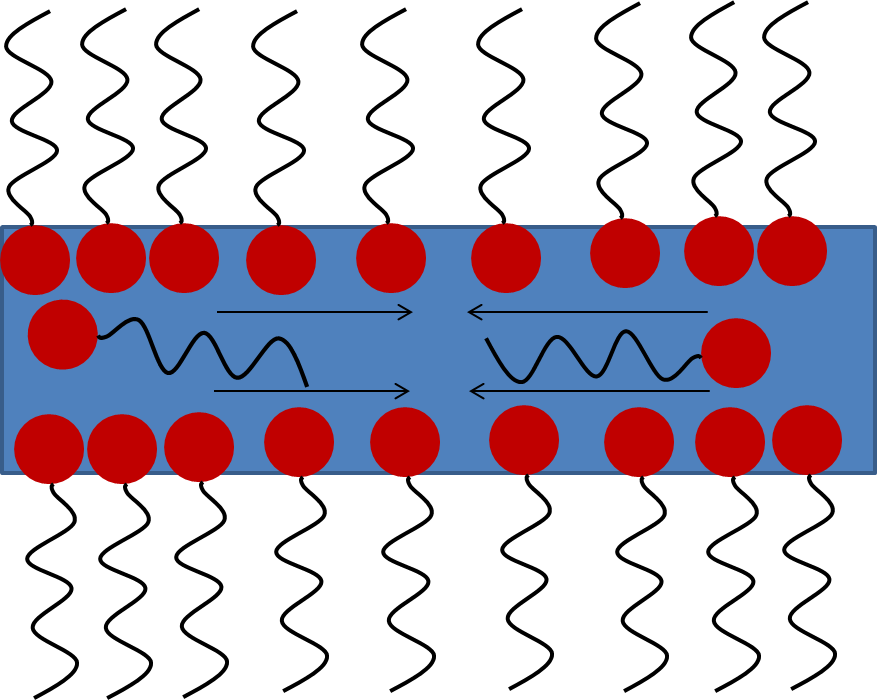
Figuur 2: Marangoni-oppervlaktekrachten als gevolg van inhomogeniteiten in de concentratie oppervlakteactieve stoffen. De pijlen geven de krachtrichting weer.

De vorming van zeepbellen is niet mogelijk met water of met andere zuivere vloeistoffen. Eigenlijk is de aanwezigheid van zeep, die op moleculaire schaal is samengesteld uit oppervlakte-actieve stoffen, noodzakelijk om de film te stabiliseren. Oppervlakteactieve stoffen zijn meestal amfifiel. Dat betekent dat het moleculen zijn met zowel een hydrofoob als een hydrofiel deel. Ze zijn dus bij voorkeur op het grensvlak lucht/water gerangschikt (zie figuur 1).
Oppervlakteactieve stoffen stabiliseren films omdat ze een afstoting creëren tussen beide oppervlakken van de film. Daardoor wordt voorkomen dat deze dunner wordt en als gevolg daarvan barst. De belangrijkste afstotingsmechanismen zijn sterisch (de oppervlakteactieve stoffen kunnen niet met elkaar verweven zijn) en elektrostatisch (als oppervlakteactieve stoffen geladen zijn).
Bovendien maken oppervlakteactieve stoffen de film stabieler voor dikteschommelingen, als gevolg van het marangoni-effect. Dit geeft enige elasticiteit aan het grensvlak: als oppervlakteconcentraties niet homogeen over het oppervlak verspreid zijn, zullen marangoni-krachten de neiging hebben om de oppervlakteconcentratie opnieuw te homogeniseren (zie figuur 2).
Zelfs in de aanwezigheid van stabiliserende oppervlakteactieve stoffen blijft een zeepfilm niet eeuwig bestaan. Water verdampt met de tijd. Dit is afhankelijk van de vochtigheid van de atmosfeer. Zodra een film niet perfect horizontaal ligt, stroomt de vloeistof door de zwaartekracht naar de bodem en hoopt de vloeistof zich op de bodem op. Bovenaan wordt de film dunner. Uiteindelijk zal de zeepfilm barsten.

## Wiskundig belang van oppervlaktespanning: minimaaloppervlakken
Vanuit wiskundig oogpunt zijn zeepfilms minimaaloppervlakken. De oppervlaktespanning is de energie die nodig is om het oppervlak te produceren, per oppervlakte-eenheid. Een film leeft – zoals elk lichaam of elke structuur – het liefst in een toestand van minimale potentiële energie. Om zijn energie te minimaliseren, neemt een druppel vloeistof in de vrije ruimte van nature een bolvorm aan, die de minimale oppervlakte heeft voor een bepaald volume. Plassen en films kunnen ontstaan door de aanwezigheid van andere krachten, zoals de zwaartekracht en de intermoleculaire krachten op de atomen van een substraat. Dit laatste fenomeen wordt bevochtiging genoemd. Dit betekent dat bindingskrachten tussen de substraatatomen en de filmatomen ervoor kunnen zorgen dat de totale energie afneemt. In dat geval zou de laagste energietoestand voor het lichaam er een zijn waarbij zoveel mogelijk filmatomen zich zo dicht mogelijk bij het substraat bevinden. Dat zou resulteren in een oneindig dunne film, oneindig breed verspreid over het substraat. In werkelijkheid zouden het effect van hechtende bevochtiging (wat oppervlaktemaximalisatie veroorzaakt) en het effect van oppervlaktespanning (wat oppervlakteminimalisatie veroorzaakt) elkaar in evenwicht houden: de stabiele configuratie kan een druppel, een plas of een dunne film zijn, afhankelijk van de krachten die op het lichaam inwerken.